# Sarmalele Reci

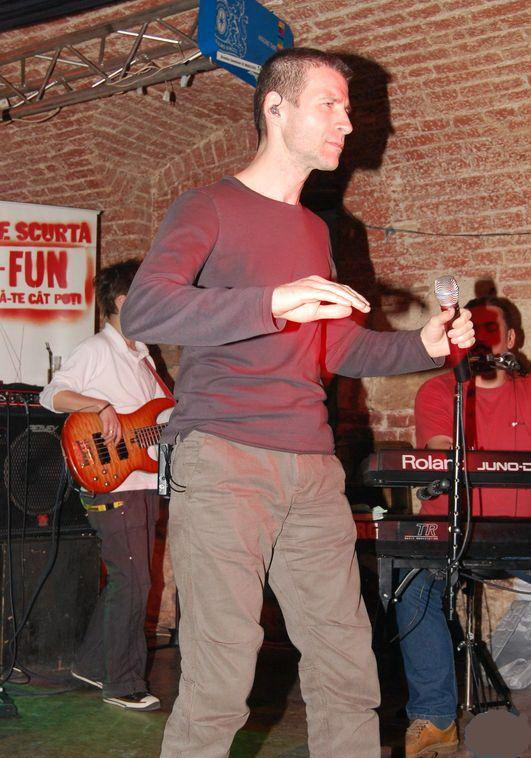
Sarmalele Reci la Irish & Music Pub în Cluj-Napoca (aprilie 2009). În prim-plan, solistul formației – Zoltán András

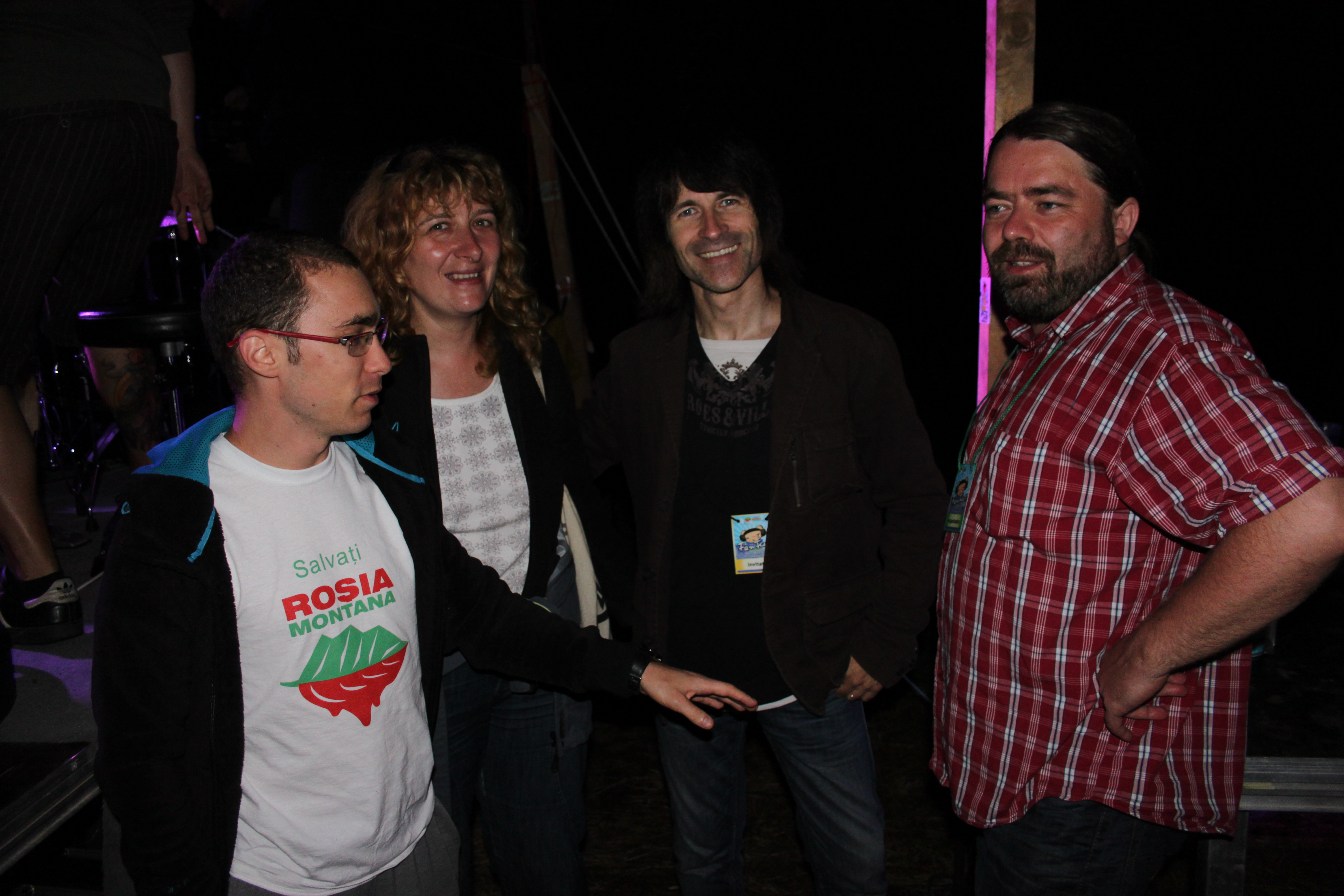
Zoltán András (Sarmalele Reci) cu Mihai Goțiu la festivalul FânFest 2011.

Sarmalele reci este o formație de muzică rock din România, înființată în anul 1993 la București.

## Activitate
Grupul debutează într-un concert la Theatrum Mundi în 15 decembrie 1993. Componența inițială: Zoltán András (voce, clape), Emil Viciu (chitară), Mihai Iordache (sax), Ciprian Voinea (bas), Florin Ștefan Pelinel (baterie). Primii doi membri ai grupului, vor rezista, alături de textierul Florin Dumitrescu, diverselor variații de componență. Inițial repertoriul conținea opt cîntece (Violeta, Țara te vrea prost, Gașca de la bloc, etc)., dar succesul instantaneu îi obligă pe muzicieni să le adăuge altele noi, la scurt timp. Remarcați, primesc imediat oferte de concert (Cluj Napoca, Satu Mare); evoluează în special pe scene de teatru; cântă la Centrul Cultural American și la Institutul Francez din București.
În martie 1994 Voinea este înlocuit cu Sorin Romanescu. În același an participă la Zilele Culturii Românești de la Wuppertal, Germania, la inițiativa lui Mircea Florian; trio-ul András - Romanescu - Iordache rămâne în Germania pentru un turneu de jazz.
În 1995 este cooptat un nou baterist, Lucian Maxim (percuționist în Orchestra Radio), iar în luna mai este realizat primul CD, intitulat "Țara te vrea prost"; cel de al doilea, "Aurolac", este înregistrat cu Radu Rîmniceanu la bas.
În 1997 cânta mult în țară (Timișoara, Craiova, Cluj, etc), la cluburi pentru tineret, participă la festivalurile de rock "Top T" de la Buzău și Cluj Napoca; sunt invitați la Gala Tele 7abc, la Festivalul de la Győr, Ungaria. Deschiderea și pregătirea muzicală le permite abordarea unor genuri complexe: jazz-rock (progresiv), latino, de asemenea punk și hard rock. Din septembrie 1997, baterist este Vadim Tichișan, iar la bas, Adrian Borțun (ex Timpuri Noi).
În 1998, concertează la Clubul Universității și la clubul The Hope and Anchor din Londra, Marea Britanie.
Formula 1999: Zoltán András (voce, clape), Emil Viciu (chitară), Vadim Tichișan (baterie), Iulian Corlăteanu (bas); Mihai Iordache (sax)
continuă să compună pentru grup. La șapte ani de la înființare, organizează la Club A un mega-concert aniversar.
Componența trupei în 2000-2001: András, Viciu, Andi Savastre (bas), Adi Tetrade (baterie). Cîntecele "Telefonul nu mai sună", "Maniac" și "Șpriț de vară" devin hituri. Ionel Tănase îl înlocuiește pe Adi Tetrade ca baterist. Până la sfârșitul anului 2001 au susținut 654 de concerte. Piesa "Dacă n-ai fi tu" de pe albumul "Maniac" beneficiază de un videoclip reușit. Grupul continuă sa primească invitații și peste hotare.
În martie 2002 au susținut un concert la Chișinău, Republica Moldova, unde albumul "Maniac" este difuzat și apreciat. Componența 2002: Zoltán András (voce, clape), Emil Viciu (ch.), Ionel Tănase (baterie), Paul Baciu (chitară bas).
În decembrie 2003, la aniversarea a 10 ani, trupa Sarmalele Reci susține un mare concert cu invitați la Opereta Română. Înregistrările vor constitui materialul unui album de "greatest hits" live.
Componența 2007: Zoltán András (voce), Emil Viciu (ch.), Lászlo Micea Horváth (clape), Vladimir Săteanu (bas), Gabriel Drăgan (baterie).
În 14 august 2011 trupa a concertat pro bono (gratuit) la festivalul FânFest, Roșia Montană în cadrul campaniei „Salvați Roșia Montană”.

## Discografie
- 1995 – Țara te vrea prost
- 1996 – Aurolac
- 1998 – Bucate alese (1993–1998)
- 1999 – ''Răpirea din serai''
- 2001 – Maniac
- 2003 – Vaca
- 2005 – Adrian Băsescu (single)
- 2007 – O seară la operetă – The Best of Sarmalele Reci (live)
- 2012 – Haos.ro

### Interviuri
- Interviu video cu Sarmalele Reci cu ocazia aniversarii a 14 ani
- "Am fost intotdeauna o trupa formata din prieteni", Formula AS - anul 1999, numărul 351
- „Ma consider textier si imi respect statutul“. Interviu cu Florin DUMITRESCU, Svetlana Cârstean, Observator cultural - numărul 142, noiembrie 2002
- Concert aniversar cu Sarmalele Reci - "Le multumim celor care au fost alaturi de noi vreme de noua ani", Formula AS - anul 2003, numărul 552
- "Sarmalele Reci au cintat fara voie in campanii electorale", interviu cu Florin Dumitrescu, 13 octombrie 2004, Evenimentul zilei
- SARMALELE RECI - Galeria vedetelor, Iulian Ignat, Formula AS - anul 2010, numărul 917
- Zoltan Andras: "Sunt extraordinare acele concerte în care oamenii canta cu noi", Formula AS - anul 2000, numărul 433
- O muzica pentru maniaci si oameni de bine. Interviu cu Zoltan ANDRAS, Iulia Popovici, Observator cultural - numărul 220, mai 2004
- Zoltan Andras, solistul trupei Sarmalele Reci: „Cea mai mare realizare: am rămas împreună“, 29 iunie 2011, Sînziana Boaru, Adevărul
- Zoltan Andras: O profesoară de Muzică l-a pus solist la cor, 16 decembrie 2011, Carmen Constantin, Adevărul
- ZOLTÁN ANDRÁS -"Nu ceea ce îți intră pe gură te face moral, ci ceea ce îți iese pe gură”, Delia Hanzelik, Formula AS - anul 2012, numărul 1036